# Eupetinus lanaiensis
Eupetinus lanaiensis är en skalbaggsart som beskrevs av Scott 1908. Eupetinus lanaiensis ingår i släktet Eupetinus och familjen glansbaggar.

## Underarter
Arten delas in i följande underarter:
- E. l. lanaiensis
- E. l. mauaiensis